# Viðareiði
Viðareiði es un municipio feroés integrado por el poblado del mismo nombre. Viðareiði es el asentamiento más norteño de las Islas Feroe (Dinamarca); su territorio comprende la mayor parte de la isla llamada Viðoy, en la región de las Islas del Norte (Norðoyar).
Viðareiði es uno de los pocos pueblos feroeses donde existe la ganadería vacuna. También se practican, a pequeña escala, la pesca y la ganadería de ovejas.

## Historia

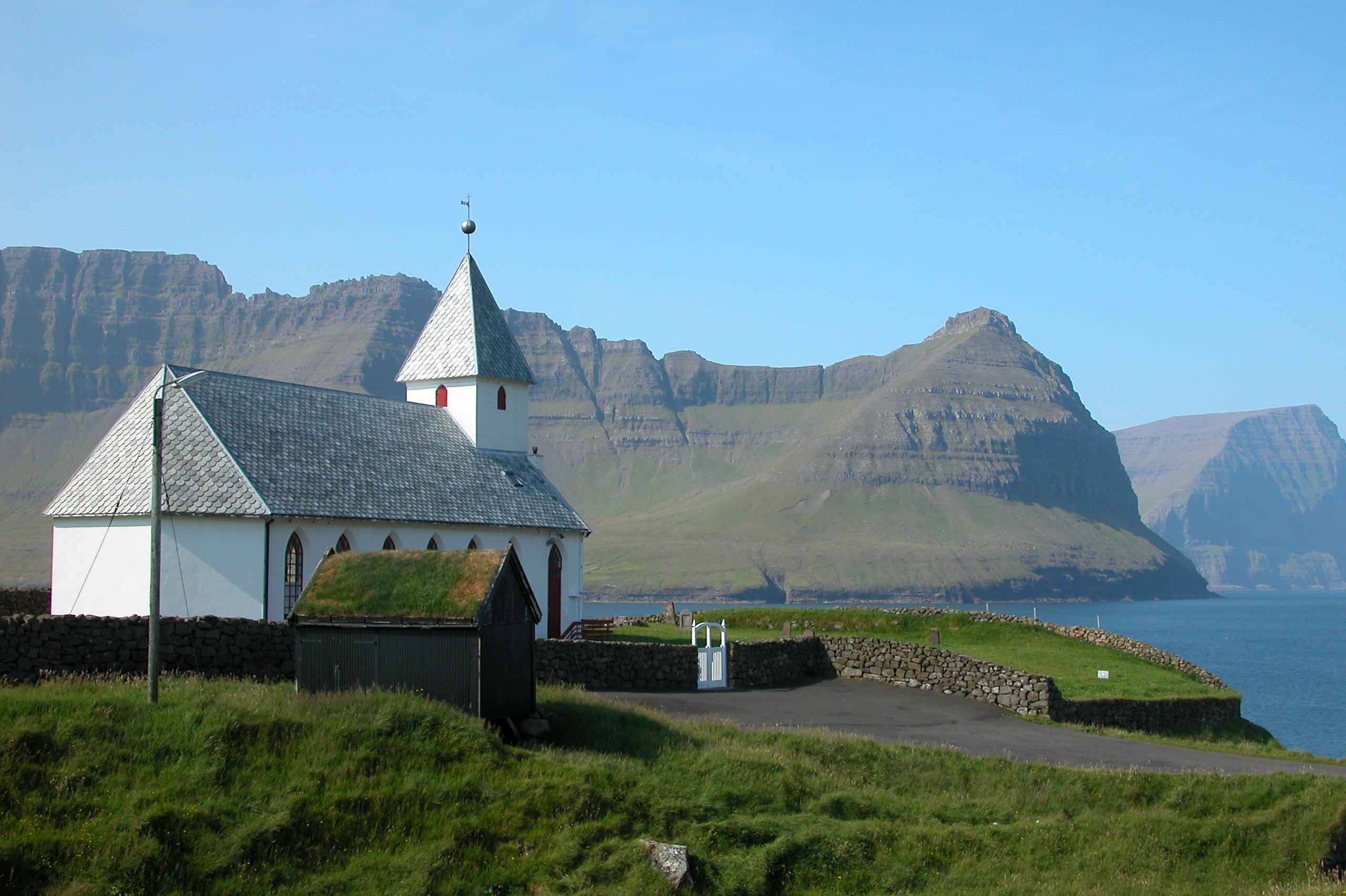
Iglesia de Viðareiði.

El nombre del pueblo tiene dos raíces: viður, que en feroés significa "madera", y eiði, con significado de "istmo". Su traducción literal al castellano es "istmo de la madera". Comparte etimología con Viðoy, cuyo nombre significa "isla de la madera". A pesar de que no hay bosques naturales en las Islas Feroe, el mar arrastra madera hasta esta zona procedente de otras partes de Europa.
Viðareiði es citada por primera vez en la Hundabrævið, un documento de la segunda mitad del siglo XIV, pero la historia del pueblo puede ser más antigua. En el siglo XVII la vieja iglesia fue destruida por una tormenta y el cementerio arrasado.
La iglesia actual fue construida en 1892. A ella pertenece la casa parroquial Ónagerði, un inmueble de importancia histórica significativamente más antiguo que la iglesia. La platería de la iglesia fue donada por el gobierno británico en muestra de agradecimiento al pueblo por el rescate de la tripulación del barco Marwood, que naufragó cerca de Viðareiði a causa de una tormenta invernal en 1847.
Viðareiði fue la capital del municipio de Viðareiði, Fugloy y Svínoy, una entidad conformada en 1908 al separarse del municipio de la parroquia de Norðoyar. Este municipio se dividió en dos en 1913: Viðareiði, y Fugloy y Svínoy. En ese entonces Viðareiði incluía toda la isla de Viðoy y parte de Borðoy, pero en 1950 quedó restringido a su territorio actual cuando Hvannasund se separó para formar su propio municipio.

## Geografía

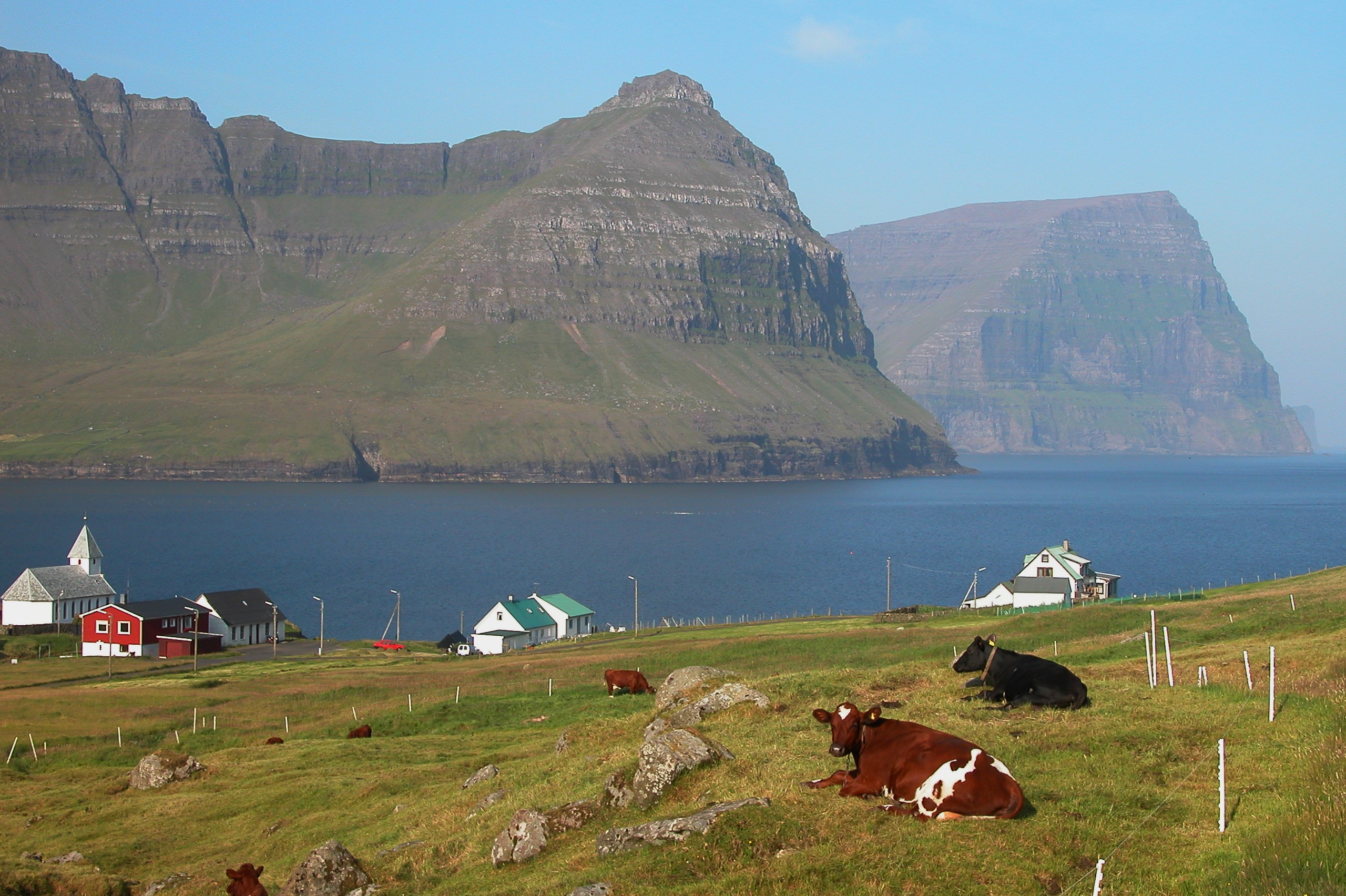
Ganado vacuno en Viðareiði.

El pueblo de Viðareiði se localiza en el norte de Viðoy, en un pequeño valle que se extiende de costa a costa, limitado por altas montañas tanto por el norte como por el sur. Al norte se encuentra el monte Villingadalsfjall, que con 844 m snm es el punto más alto de las Islas del Norte y el tercero de las Feroe. Esta montaña termina por el norte en el Cabo Enniberg, el punto más septentrional de las Feroe, formando un acantilado de 754 m, el segundo más alto de Europa. Mirando hacia el oeste, desde Viðareiði se alcanzan a ver los elevados picos de las islas Borðoy y Kunoy. Por el oriente, se puede avistar la isla Fugloy. Al sur del pueblo se encuentra la montaña llamada Malinsfjall; su característica cima en forma de cono puede ser avistada desde el pueblo cuando no hay neblina. Más al sur, también dentro del término municipal de Viðareiði se encuentra la montaña Mýrnafjall. En la costa oriental de la isla, al sur de Viðareiði, hay un pequeño valle deshabitado llamado Miðdalur.
Ambas costas de Viðareiði son escarpadas y expuestas al oleaje. Viðareiði no cuenta con un puerto propiamente dicho, apenas con un pequeño embarcadero en la costa oriental sólo accesible a botes. 
Viðareiði se comunica al sur con Hvannasund, el otro poblado de la isla, por medio de una carretera que se extiende por la escarpada costa occidental. Gracias a las buenas comunicaciones de las Islas Feroe, desde Viðareiði se puede llegar por vía terrestre a todos los pueblos de las islas Borðoy —incluida Klaksvík, la principal localidad de la región— y Kunoy.

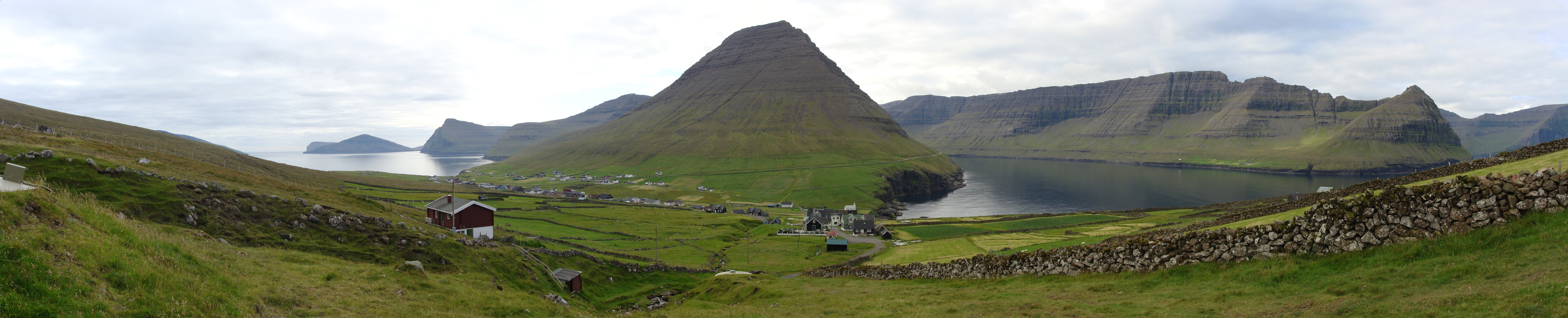
Vista de Viðareiði desde el norte. Al centro el Malinsfjall. A la derecha se observa la isla Borðoy con la pequeña aldea de Múli y a la izquierda, al fondo, la isla Svínoy.

## Política
El consejo municipal de Viðareiði, órgano de gobierno del pueblo, está conformado por 5 personas. En 2008 se presentaron a las elecciones dos listas independientes. El nuevo gobierno entró en funciones el 1 de enero de 2009, siendo el alcalde Hans Jákup Kallsberg.